# Il re del jazz (film 1955)
Il re del jazz (The Benny Goodman Story) è un film del 1955 scritto e diretto da Valentine Davies, una storia che ripercorre la biografia del famoso clarinettista Benny Goodman, ritenuto uno dei re dello swing.

## Trama
Dave e Dora Goodman, benché siano poveri, sono determinati a offrire una buona istruzione ai loro figli. Nel 1919, quando il professor Schepp offre lezioni di musica agli abitanti del loro caseggiato di Chicago, il giovane Benny, anche se all'inizio non ama molto quello strumento, diventa un ottimo clarinettista. Così, quando gli capita di suonare in una band di ragtime, inizia la sua carriera di musicista. A New Orleans, Edward "Kid" Ory, a capo di una jazz band, gli consiglia di suonare quello che sente. Più tardi, Benny si unisce alla band di Ben Pollack con la quale gira tutto il paese. Al suo ritorno a casa, scopre che suo padre è morto in un incidente. Pollack si assicura un lavoro nel bar clandestino del gangster Little Jake Primo. Lì, Benny incontra John Hammond, un critico musicale amante del jazz, con sua sorella Alice, che però preferisce la musica classica. Poiché a New York la band non ha successo, Benny, per poter vivere, deve adattarsi a una musica più tradizionale. Ancora impressionato dal talento di Benny, Hammond lo invita nella sua villa a eseguire un concerto per clarinetto di Mozart davanti a un pubblico aristocratico. Alice rimane impressionata dalla bravura di Benny, rimanendomi piacevolmente sorpresa.

Benny, formata una sua band, inizia a esibirsi in un programma radiofonico del sabato sera della NBC. Il musicista Fletcher Henderson, ascoltandolo alla radio, ammira lo stile di Goodman e si offre di contribuire ai suoi arrangiamenti musicali. Quando la trasmissione viene cancellata, l'orchestra di Benny va in tour. Prima di partire, Benny e Alice, anche se in maniera un po' confusa, si dichiarano il loro amore. Il tour è un fallimento fino a quando gli orchestrali giungono a Palomar, in California. I giovani del posto, che seguono le performaces dell'orchestra sulla West Coast, decretano il suo successo. Benny vede Alice tra il pubblico e suona "Memories of You" per lei. Dopo lo spettacolo, i due si baciano. Benny forma un quartetto che comprende Lionel Hampton, Teddy Wilson e Gene Krupa e quando Benny, la sua orchestra e il suo quartetto tornano a Chicago, Variety sta lanciando il gruppo.

Benché suo padre non si dimostri contrario al matrimonio con Benny, Alice incontra l'ostilità di sua madre che reputa quell'unione poco felice. Intanto Benny si prepara a debuttare alla Carnegie Hall. Infine, rendendosi conto di quanto Benny ami Alice, Mrs. Goodman la invita segretamente ad assistere al concerto, con l'orchestra e gli artisti ospiti Harry James, Ziggy Elman e Martha Tilton. La giovane suo malgrado arriva in ritardo, tanto che quasi perde l'esibizione trionfale di Benny, ma arriva in tempo per una standing ovation e un bis di "Memories of You."

## Produzione
Il grande successo di pubblico ottenuto nel 1954 da The Glenn Miller Story convinse il produttore Aaron Rosenberg a fare questo film a cui stava già lavorando. Quando Rosenberg interpellò Davies, lo sceneggiatore della pellicola del 1954, questi espresse il desiderio di dirigere il film che sarebbe stato l'unico da lui diretto.

La lavorazione del film durò dal 1º luglio al 26 agosto 1955.

Benny Goodman fu pagato venticinquemila dollari per la sua storia, e altri diecimila come consulente. Anche se gli eventi descritti nel film sono stati ispirati da incidenti reali, la cronologia è stata alterata. Benny Goodman (1909-1986) iniziò a suonare professionalmente all'età di dodici anni e, mentre era ancora un adolescente, si unì alla band di Ben Pollack. Nei primi anni trenta, la band di Goodman, che all'epoca includeva Teddy Wilson e Lionel Hampton, fu il primo gruppo jazz interrazziale ad apparire in pubblico. Dal 1936 in poi, Goodman era conosciuto come "The King of Swing", e la sua apparizione alla Carnegie Hall del 1938 segnò la prima volta che una band jazz si esibiva in quella venerabile istituzione..

## Distribuzione
Il film, distribuito dalla Universal Pictures, uscì nelle sale statunitensi nel 1956, presentato in prima a Chicago il 2 febbraio e uscendo nello stesso giorno anche in Canada. In precedenza, era già stato presentato in Giappone. Il 6 febbraio, venne distribuito in Svezia con il titolo Filmen om Benny Goodman. A Los Angeles, il film uscì il 12 febbraio, a New York, il 21 febbraio 1956.

In Finlandia, fu distribuito il 23 marzo 1956 com Rytmin kuningas Benny Goodman, nella Germania Ovest, il 27 marzo 1956. Nel Sudafrica fu presentato a Johannesburg il 20 giugno 1956. Sempre nello stesso anno, in settembre, uscì anche in Austria distribuito dalla J.Arthur Rank-Film. Nel 1957, il film uscì in Portogallo (25 giugno) e in Danimarca (7 novembre).

Fu trasmesso per la prima volta in televisione il 21 maggio 1977 dalla tv della DDR. Il 9 agosto 2003, venne proiettato al Festival di Locarno. La sua prima distribuzione in DVD fu in Argentina, il 17 luglio 2013.